# Есек'єль Самора
Есек'єль Самора (ісп. Ezequiel Zamora; 1 лютого 1817—10 січня 1860) — народний герой Венесуели. З кінця 1840-х років лідер демократичного крила партії лібералів. Самора відстоював принципи національного суверенітету, демократії та егалітаризму, здійснення яких пов'язував зі створенням федеральної держави.
У 1846 році Самора, будучи кандидатом Ліберальної партії, в результаті звинувачень в порушеннях був відсторонений від участі у виборах. Есек'єль Самора почав військовий опір, підтримавши народне повстання, але був захоплений 26 березня 1847 року і засуджений до смертної кари. Вирок був замінений ув'язненням, оскільки президент Хосе Тадео Монагас вирішив скасувати смертну кару за політичні злочини.
У лютому 1859 року Самора очолив народне повстання, яке стало початком громадянської війни в Венесуелі, відомої під назвою Федеральної війни (1859—1863). Керовані ним війська здобули ряд перемог над консерваторами. Але 10 січня 1860 року Самора помер від кульового поранення в голову під час підготовки атаки в черговий битві.
У рідному Куа встановлені пам'ятники на честь Самори. У 1872 році його прах перенесено в Національний пантеон Венесуели в Каракасі.